# 58569 Eboshiyamakouen
58569 Eboshiyamakouen este un asteroid din centura principală de asteroizi.

## Descriere
58569 Eboshiyamakouen este un asteroid din centura principală de asteroizi. A fost descoperit pe 28 august 1997 la Nanyo de Tomimaru Okuni. Asteroidul prezintă o orbită caracterizată de o semiaxă mare de 2,35 ua, o excentricitate de 0,24 și o înclinație de 5,2° în raport cu ecliptica.